# Episodi di Californication (sesta stagione)
La sesta stagione di Californication è stata trasmessa dal canale statunitense Showtime dal 13 gennaio al 7 aprile 2013.
In Italia la stagione è stata trasmessa dal 13 ottobre al 24 novembre 2013 su Italia 1.
| nº | Titolo originale             | Titolo italiano             | Prima TV USA     | Prima TV Italia  |
| -- | ---------------------------- | --------------------------- | ---------------- | ---------------- |
| 1  | The Unforgiven               | Imperdonabile               | 13 gennaio 2013  | 13 ottobre 2013  |
| 2  | Quitters                     | Terapia di gruppo           | 20 gennaio 2013  | 20 ottobre 2013  |
| 3  | Dead Rock Stars              | Morte di una rockstar       | 27 gennaio 2013  | 20 ottobre 2013  |
| 4  | Hell Bent for Leather        | A rotta di collo            | 10 febbraio 2013 | 27 ottobre 2013  |
| 5  | Rock and a Hard Place        | Rock e un posto scomodo     | 17 febbraio 2013 | 27 ottobre 2013  |
| 6  | In the Clouds                | Tra le nuvole               | 24 febbraio 2013 | 3 novembre 2013  |
| 7  | The Dope Show                | The Dope Show               | 3 marzo 2013     | 3 novembre 2013  |
| 8  | Everybody's a Fucking Critic | Tutti bravi a criticare     | 10 marzo 2013    | 10 novembre 2013 |
| 9  | Mad Dogs and Englishmen      | Il ritorno di Eddie Nero    | 17 marzo 2013    | 10 novembre 2013 |
| 10 | Blind Faith                  | Fede cieca                  | 24 marzo 2013    | 17 novembre 2013 |
| 11 | The Abby                     | Redimere Atticus            | 31 marzo 2013    | 17 novembre 2013 |
| 12 | I'll Lay My Monsters Down    | Mi libererò dai miei mostri | 7 aprile 2013    | 24 novembre 2013 |

## Imperdonabile
- Titolo originale: The Unforgiven
- Diretto da: David Duchovny
- Scritto da: Tom Kapinos

### Trama
Hank si sveglia in ospedale dopo essere stato in pericolo di vita a causa delle pillole mescolate all’alcol che gli sono state somministrate a sua insaputa da Carrie (Natalie Zea), la sua ex ragazza di New York pazza d’amore per lui che ora si trova in fin di vita, vittima dello stesso letale cocktail. In preda ai sensi di colpa per la sorte di Carrie, Hank inizia a bere smodatamente ed a nulla valgono i tentativi di aiutarlo di Karen, Becca e Charlie. Becca comunica al padre di avere rotto definitivamente con Tyler e di voler abbandonare gli studi per diventare una scrittrice. Charlie porta Hank a conoscere Atticus Fetch (Tim Minchin), una rockstar che vuole trasformare in un musical un romanzo di Hank, ma l’incontro fra i due non va nel migliore dei modi. Infine, Karen, Becca, Charlie e Marcy riescono a convincere Hank a ricoverarsi in clinica per disintossicarsi dall’alcol.

## Terapia di gruppo
- Titolo originale: Quitters
- Diretto da: John Dahl
- Scritto da: Tom Kapinos

### Trama
Hank inizia il suo periodo di riabilitazione in un lussuoso centro di disintossicazione e incontra gli altri ospiti della struttura partecipando agli incontri dedicati alla terapia di gruppo diretti da Gabriel (Patrick Fischler). In particolare rimane colpito da Faith (Maggie Grace), una bellissima ragazza che si definisce musa di grandi musicisti. Charlie, in visita ad Hank, riconosce fra gli ospiti il noto attore Robbie Mac (Johann Urb) e si finge gay per diventare il suo agente. Marcy riceve la visita di Stu (Stephen Tobolowsky) ed i due finiscono per riavvicinarsi. Karen trova lavoro come architetto d’interni e viene assunta dalla moglie della rockstar Atticus Fetch. Hank sta per lasciare di nascosto la clinica, ma Faith lo convince a restare raccontandogli il motivo per cui si trova in clinica.

## Morte di una rockstar
- Titolo originale: Dead Rock Stars
- Diretto da: Adam Bernstein
- Scritto da: Tom Kapinos

## A rotta di collo
- Titolo originale: Hell Bent for Leather
- Diretto da: David Von Ancken
- Scritto da: Tom Kapinos

## Rock e un posto scomodo
- Titolo originale: Rock and a Hard Place
- Diretto da: David Von Ancken
- Scritto da: Tom Kapinos

## Tra le nuvole
- Titolo originale: In the Clouds
- Diretto da: David Von Ancken
- Scritto da: Tom Kapinos

## The Dope Show
- Titolo originale: The Dope Show
- Diretto da: Michael Weaver
- Scritto da: Tom Kapinos

## Tutti bravi a criticare
- Titolo originale: Everybody’s a Fucking Critic
- Diretto da: Seith Mann
- Scritto da: Tom Kapinos

## Il ritorno di Eddie Nero
- Titolo originale: Mad Dogs & Englishmen
- Diretto da: Adam Bernstein
- Scritto da: Tom Kapinos

## Fede cieca
- Titolo originale: Blind Faith
- Diretto da: Adam Bernstein
- Scritto da: Tom Kapinos

## Redimere Atticus
- Titolo originale: The Abby
- Diretto da: Michael Weaver
- Scritto da: Tom Kapinos

## Mi libererò dai miei mostri
- Titolo originale: I’ll Lay My Monsters Down
- Diretto da: Stephen Hopkins
- Scritto da: Tom Kapinos